# Симфонія № 5 (Дворжак)
Симфонія № 5 op. 76, фа мажор — симфонія Антоніна Дворжака, написана 1875 року. Вперше виконана 25 березня 1879 року в Празі. Присвячена диригенту Гансу фон Бюлову.
Складається з чотирьох частин:
1. Allegro ma non troppo
2. Andante con moto, attacca:
3. Andante con moto, quasi l'istesso tempo - Allegro scherzando
4. Finale: Allegro molto